# ヴィルヘルム・オーネゾルゲ
カール・ヴィルヘルム・オーネゾルゲ（Karl Wilhelm Ohnesorge、1872年6月8日 - 1962年2月1日）は、ドイツ国の政治家。工学者。アドルフ・ヒトラーの国家社会主義ドイツ労働者党（ナチ党）政権において郵政大臣を務めた。

## 来歴

### 生涯

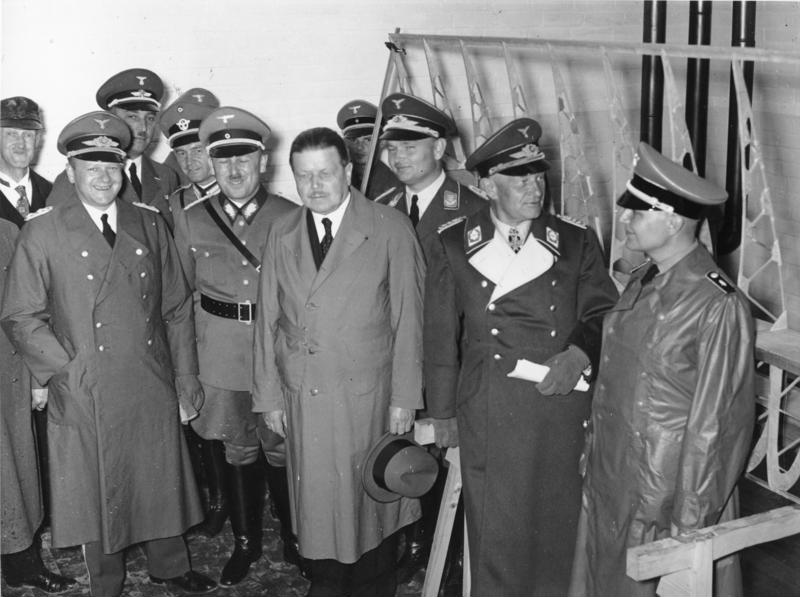
オーネゾルゲ（中央背広の人物、1937年）

1872年、プロイセン王国のザクセンアンハルト・グレーフェンハイニッヒェンに電信官の息子として生まれる。1890年に郵便局に就職し、フランクフルト・アム・マイン支局に配属される。勤務の合間にキールとベルリンで物理学を学び、工学博士号を取得。第一次世界大戦では出征せず、ドイツ軍大本営の郵便主任を務め、戦後は民族主義団体ドイツ民族防衛同盟に加入する。
1920年、国家社会主義ドイツ労働者党に入党（党員番号42）。間もなく党首アドルフ・ヒトラーの友人となり、黄金ナチ党員バッジを授与されている。また、同時期にドルトムントにナチ党支部を設立するため尽力した。
1929年、中央郵便局長に就任し、1933年に郵便局から郵政省に移る。郵政省では、郵政大臣パウル・フォン・エルツ＝リューベナッハの秘書を務め、ナチ党に反抗的だったエルツ＝リューベナッハに代わり省内を取り仕切った。1937年にエルツ＝リューベナッハが反ナチ党姿勢を理由に解任され、後任として郵政大臣に就任した。1942年にヒトラーから25万ライヒスマルクを寄付された。
1945年、敗戦後は逮捕されバイエルン州で非ナチ化裁判にかけられ財産を没収されたが、重い罪には科せられなかった。後に判決は撤回され年金の支給が認められたが、財産は返金されなかった。
1962年2月1日、ミュンヘンで死去。

### 研究・開発
オーネゾルゲは無線やテレビの研究・開発に興味を示し、1936年にハケブルク近郊の土地44ヘクタールを240万ライヒスマルクで購入し、研究所を創設した。研究所はマクノーヴァー湖周辺に設置され、ラジオテレビ技術やロケット技術を組み合わせた研究が行われ、第二次世界大戦終結まで研究は続けられた。
また、原子爆弾にも興味を示しており、管轄外にもかかわらず郵政省を指揮して研究を行い、ヒトラーに「ウラン・プロジェクト」と称した原爆開発計画を数度に渡り進言した。「ウラン・プロジェクト」ではマンフレート・フォン・アルデンヌを中心に、電磁質量分離器の開発を進めるべきと主張している。